# كورجون بافاري
كورجون بافاري (الاسم العلمي:Coregonus bavaricus) هو نوع من الأسماك يتبع جنس الكورجون من فصيلة سمك السلمون.